# Levi H. Dowling
Levi H. Dowling (* 18. Mai 1844 in Bellville, Ohio; † 13. August 1911) war ein US-amerikanischer Schriftsteller, Prediger, Pastor und Wegbereiter des New Age.

## Biographie
Dowlings Vater war ein Prediger der Christian Church Disciples of Christ. Im Alter von 13 Jahren beteiligte sich Levi Dowling an öffentlichen Debatten und drei Jahre später, mit 16, begann er seine Arbeit als Prediger. Zwei Jahre später folgte die Ernennung zum Pastor einer kleinen Kirche und mit 20 trat er als Kaplan in die US-Army ein. In den Jahren 1866 und 1867 studierte Dowling an der Northwestern Christian University in Indianapolis. Ab diesem Zeitpunkt veröffentlichte er Literatur für Sonntagsschulen. Neben dieser Tätigkeit predigte der US-Amerikaner unter anderem am Begräbnis von US-Präsident Abraham Lincoln vor den Truppen der Unionsarmee.
In der Folge erschienen zwei spirituelle Heilbücher mit den Titeln Self-Culture und Biopneuma: The Science of the Great Breath. Dowling schloss sein Medizinstudium an zwei medizinischen Fakultäten ab, zog sich jedoch wieder aus dem ärztlichen Tätigkeitsbereich zurück und widmete sich der Schriftstellerei.
Bereits in jungen Jahren widmete sich Levi Dowling der Spiritualität, der Meditation und der Akasha-Chronik. Nach der Vision zum „Bau einer weißen Stadt“ schrieb er sein bekanntestes Werk: The Aquarian Gospel of Jesus the Christ, das „Wassermann-Evangelium“. Abgefasst im 19. Jahrhundert und 1908 erschienen, beschreibt es die verlorenen Jahre Jesu, also jene Zeitspanne von 18 Jahren zwischen Jugend und öffentlichem Auftreten. Dowling schreibt auch, dass die Menschheit kurz vor dem Übertritt des Fische- in das Wassermannzeitalter stehe.